# Caissie Levy
Caissie Levy (Hamilton, 15 aprile 1981) è un'attrice teatrale e cantante canadese con cittadinanza statunitense, nota soprattutto come interprete di musical a Broadway.

## Biografia
Caissie Levy è nata in Ontario in una famiglia ebrea, figlia di Mark e Lisa Levy e sorella di Robi e Josh Levy. Immediatamente dopo essersi laureata all'American Musical and Dramatic Academy nel 2002, Levy si unisce alla tournée statunitense del musical Premio Pulitzer Rent.
Dopo aver interpretato Penny nella produzione canadese e nel tour statunitense del musical Hairspray, Levy debutta a Broadway a nel 2006 nel medesimo ruolo e nello stesso anno si unisce al cast di Wicked al Gershwin Theatre. Nel musical Wicked l'attrice inizialmente recita nel coro, ma poi è promossa a sostituta della protagonista Elphaba. Dopo un anno a Broadway, nel 2007 torna ad interpretare Elphaba nella produzione stabile del musical al Pantages Theatre di Los Angeles, rimanendo nel cast come protagonista per due anni. Nel 2009 torna a Broadway nel ruolo di Sheila in un revival di Hair, in cui recita l'anno successivo anche a Londra, facendo così il suo debutto sulle scene del West End.
Nel 2011 è la prima interprete della parte della protagonista Molly nella riduzione teatrale di Ghost - Fantasma e ricopre il ruolo a Manchester, Londra e poi nuovamente a Broadway nel 2012. Dopo aver fatto il suo debutto nell'Off-Broadway con il musical Murder Ballad, nel 2014 torna a recitare a Broadway nel secondo revival di Les Misérables, in cui interpretava Fantine, il personaggio che canta la celebre "I Dreamed a Dream". Nel 2015 interpreta Julie Nixon e Patti Davis nel musical di Michael John LaChiusa First Daughter Suite al Public Theatre. Nel 2018 è la prima interprete del ruolo di Elsa nella riduzione teatrale del film Frozen - Il regno di ghiaccio, ottenendo così ancora una volta la canzone più famosa della partitura, il brano premio Oscar "Let It Go". L'attrice rimane nel cast per quasi due anni di repliche ininterrotte fino al febbraio 2020. Nel 2020 recita a Broadway in un revival di Caroline, or Change, mentre nel 2022 recita nella prima americana del dramma di Tom Stoppard Leopoldstadt. L'anno successivo torna a recitare sulle scene londinesi, interpretando la protagonista Diana nel musical Next to Normal, premiato con il Premio Pulitzer per la drammaturgia; per la sua interpretazione riceve una candidatura al Laurence Olivier Award alla migliore attrice in un musical.

### Vita privata
Caissie Levy ha sposato David Reiser il 30 ottobre 2011 e la coppia ha avuto un figlio, Izaiah, nato nel 2016. Nel gennaio 2021 la Levy è diventata cittadina statunitense.

## Filmografia parziale

### Televisione
- Gotham - serie TV, 1 episodio (2018)